# Cato (comuna)
Cato (del mapudungún: katün ‘Cortado’) fue una de las comunas que integró el antiguo departamento de Chillán, en la provincia de Ñuble.
En 1920, de acuerdo al censo de ese año, la comuna tenía una población de 2043 habitantes. Su territorio fue organizado por decreto del 31 de julio de 1912, a partir del territorio de la subdelegación Cato.

## Historia
La comuna fue creada por decreto del 31 de julio de 1912, con el territorio de la subdelegación Cato.
Esta comuna fue suprimida mediante el Decreto con Fuerza de Ley N.º 8.583 del 30 de diciembre de 1927, dictado por el presidente Carlos Ibáñez del Campo como parte de una reforma político-administrativa, anexando su territorio a la comuna de Chillán. La supresión se hizo efectiva a contar del 1 de febrero de 1928.